# Torymus sinensis
Espèce
Torymus sinensis est une espèce d'insectes hyménoptères de la famille des Torymidae, originaire de Chine.
C'est une micro-guêpe parasitoïde, utilisée dans la lutte biologique contre le cynips du châtaignier (Dryocosmus kuriphilus).